# Audi A1 GB
Der Audi A1 (interne Typbezeichnung GB) ist ein Kleinwagen des Automobilherstellers Audi. Das Fahrzeug wird seit 2018 als Nachfolgemodell des A1 8X produziert.

## Geschichte
Der A1 der zweiten Generation wurde Mitte Juni 2018 präsentiert und löste damit den 2010 eingeführten A1 8X ab. Verkaufsstart war im Juli 2018, die Aufnahme der Produktion im Seat-Werk im spanischen Martorell begann im Oktober 2018 und die ersten Modelle wurden schließlich im November 2018 ausgeliefert. Im selben Jahr fand die formale Messepremiere auf der Mondial Paris Motor Show statt.
Ende Juli 2019 stellte Audi mit dem A1 citycarver eine zusätzliche Variante mit leicht verändertem Aussehen vor. Im Herbst 2019 kam er zu den Händlern. Die Messepremiere der Variante fand auf der IAA 2019 statt. Zum Modelljahreswechsel 2022 im Mai wurde diese Version in A1 allstreet umbenannt.
2019 gewann der A1 Sportback 30 TFSI Das Goldene Lenkrad in der Klasse Kleinwagen.
Im Februar 2022 gab Markus Duesmann, Vorstandsvorsitzender der Audi AG, der Presse bekannt, dass die Produktion des A1 ersatzlos eingestellt werden soll, weil Audi sich künftig auf die Produktion größerer Autos beschränken will.

## Design
Wie schon der Audi Sport quattro hat die zweite Generation des A1 drei flache Schlitze unter der Kante der Motorhaube.

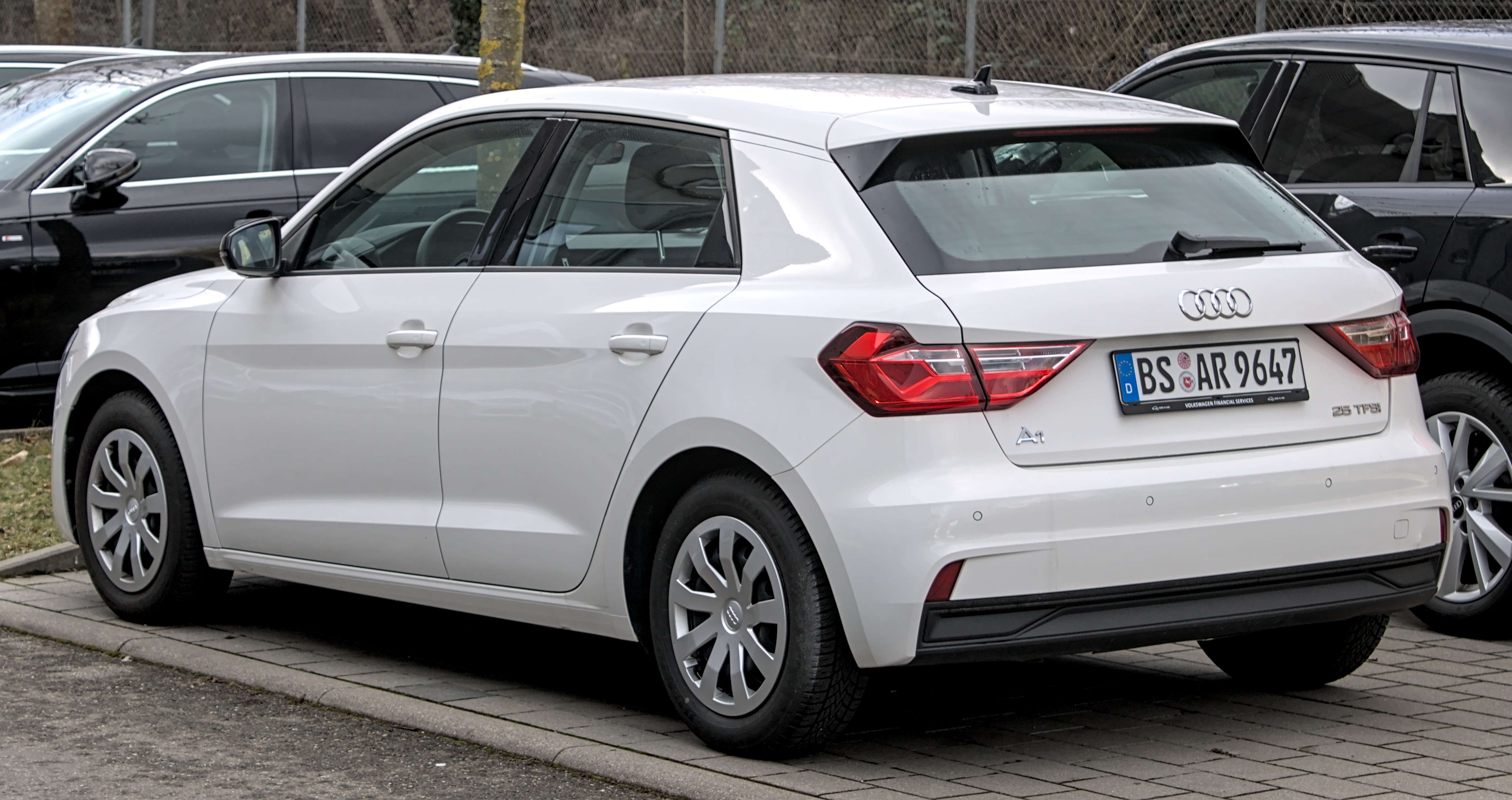
Heckansicht
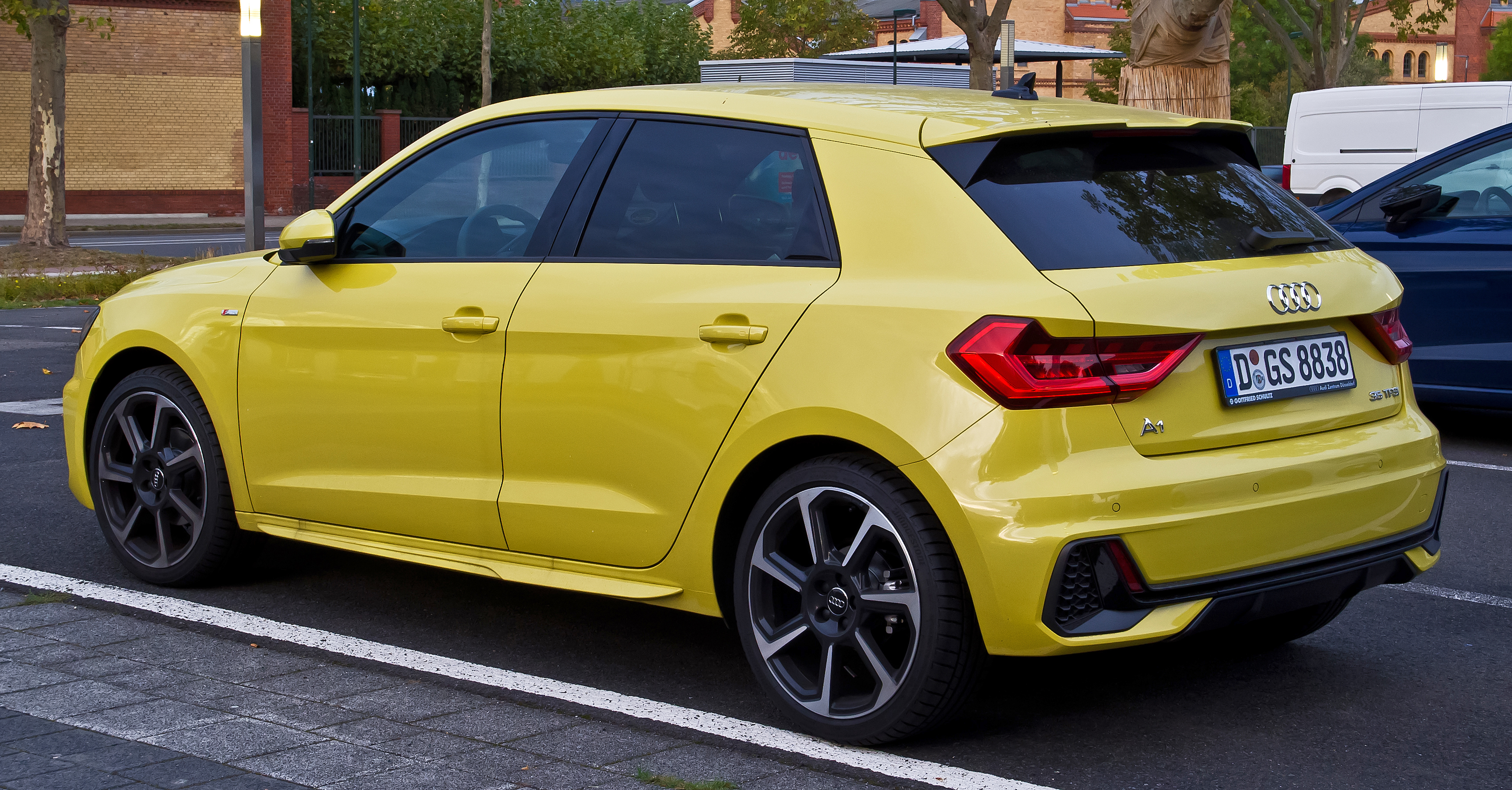
Audi A1 S Line
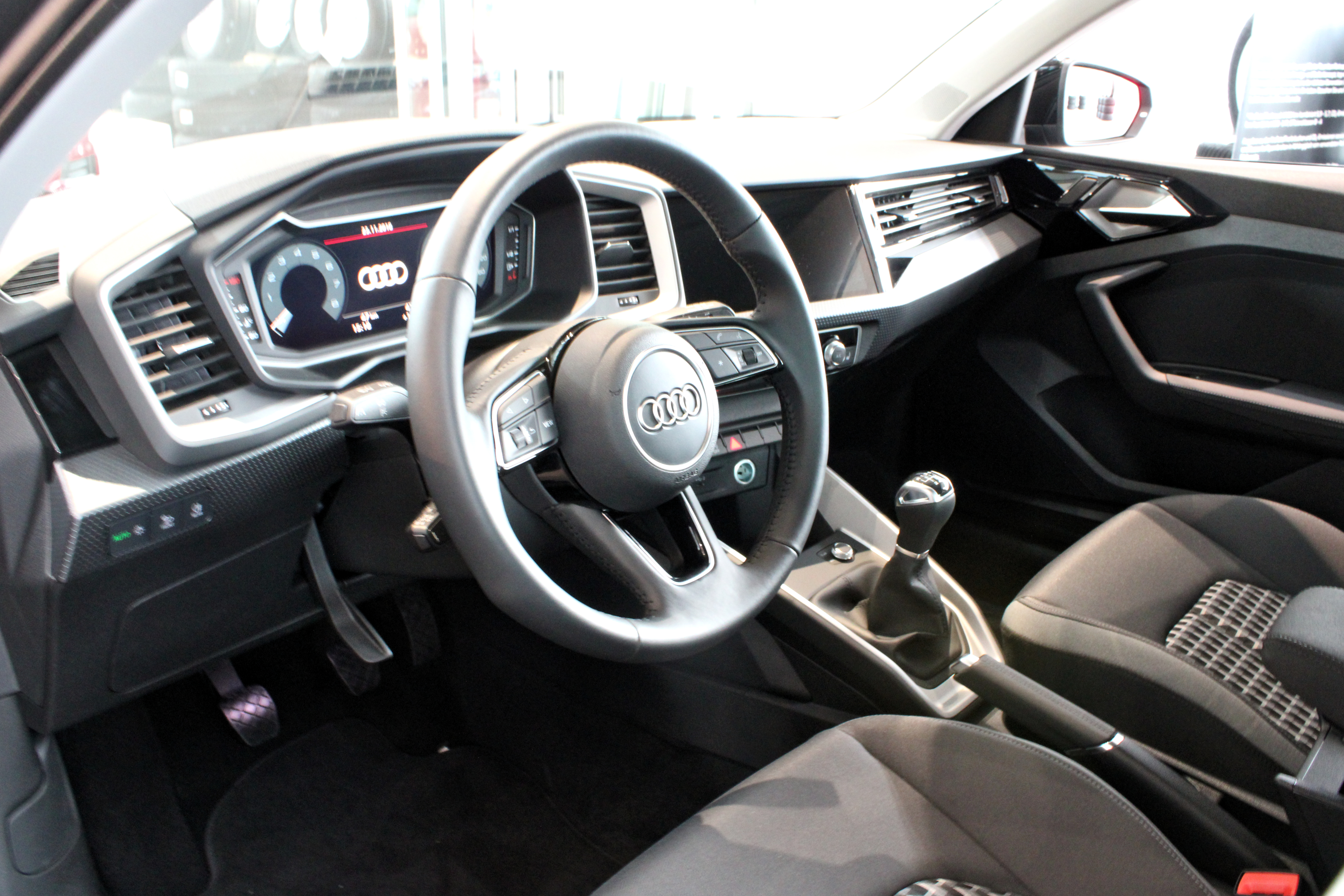
Innenansicht
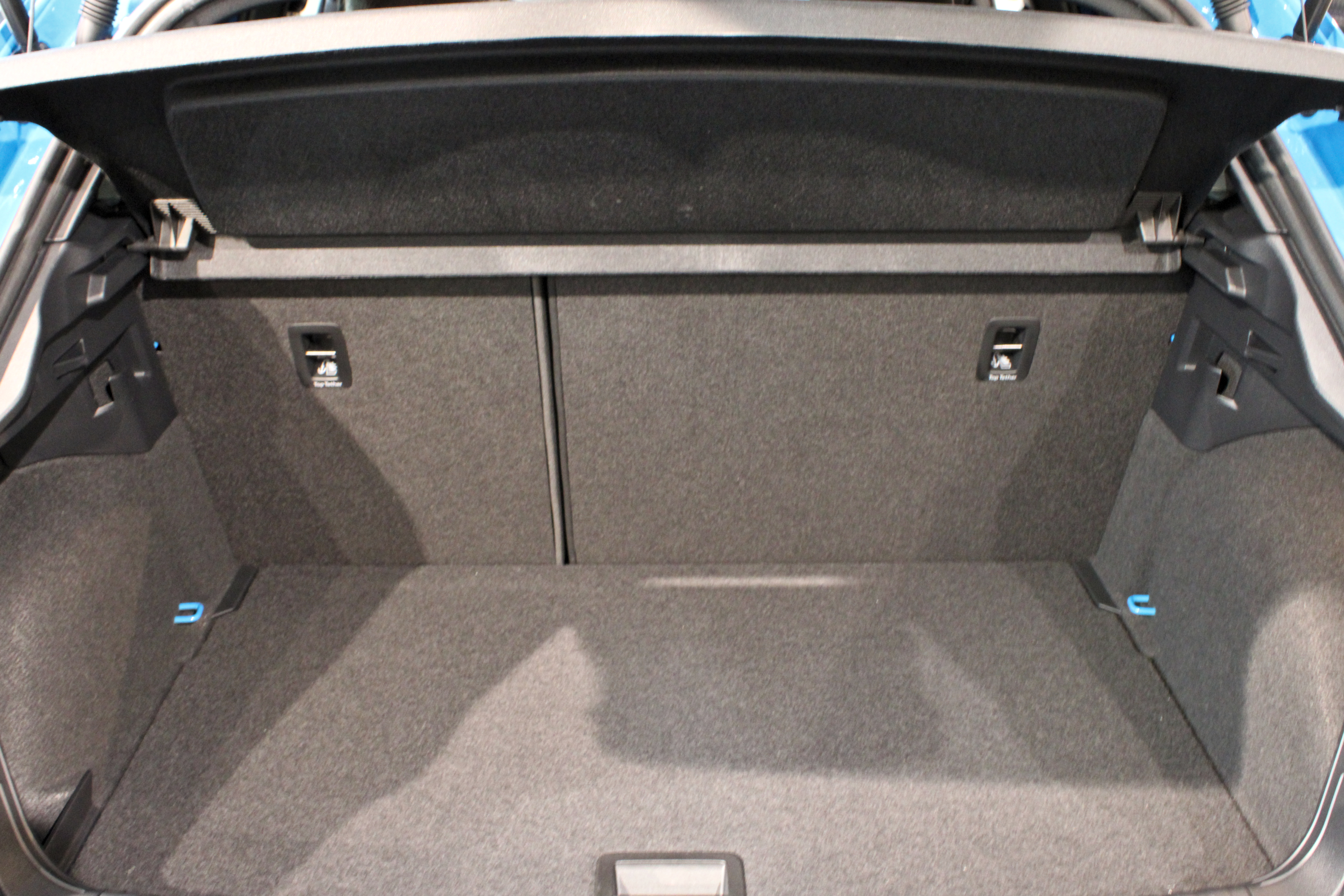
Kofferraum

### A1 citycarver / allstreet
Die Variante A1 citycarver / allstreet hat eine um 35 mm höher gelegte Karosserie und Offroad-Applikationen. Außerdem hat sie nur zwei flache Schlitze zwischen Motorhaube und Kühlergrill.

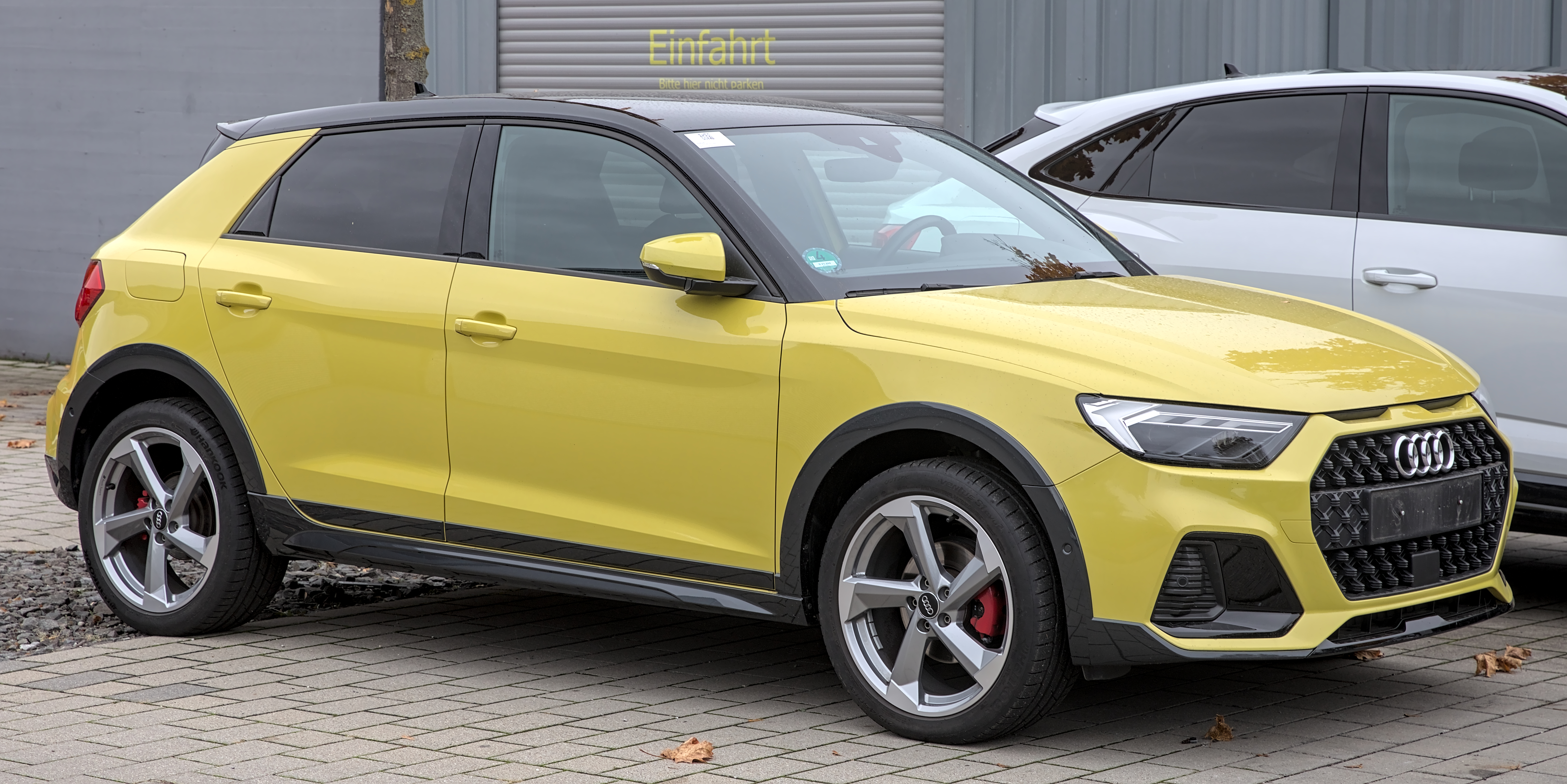
Audi A1 citycarver
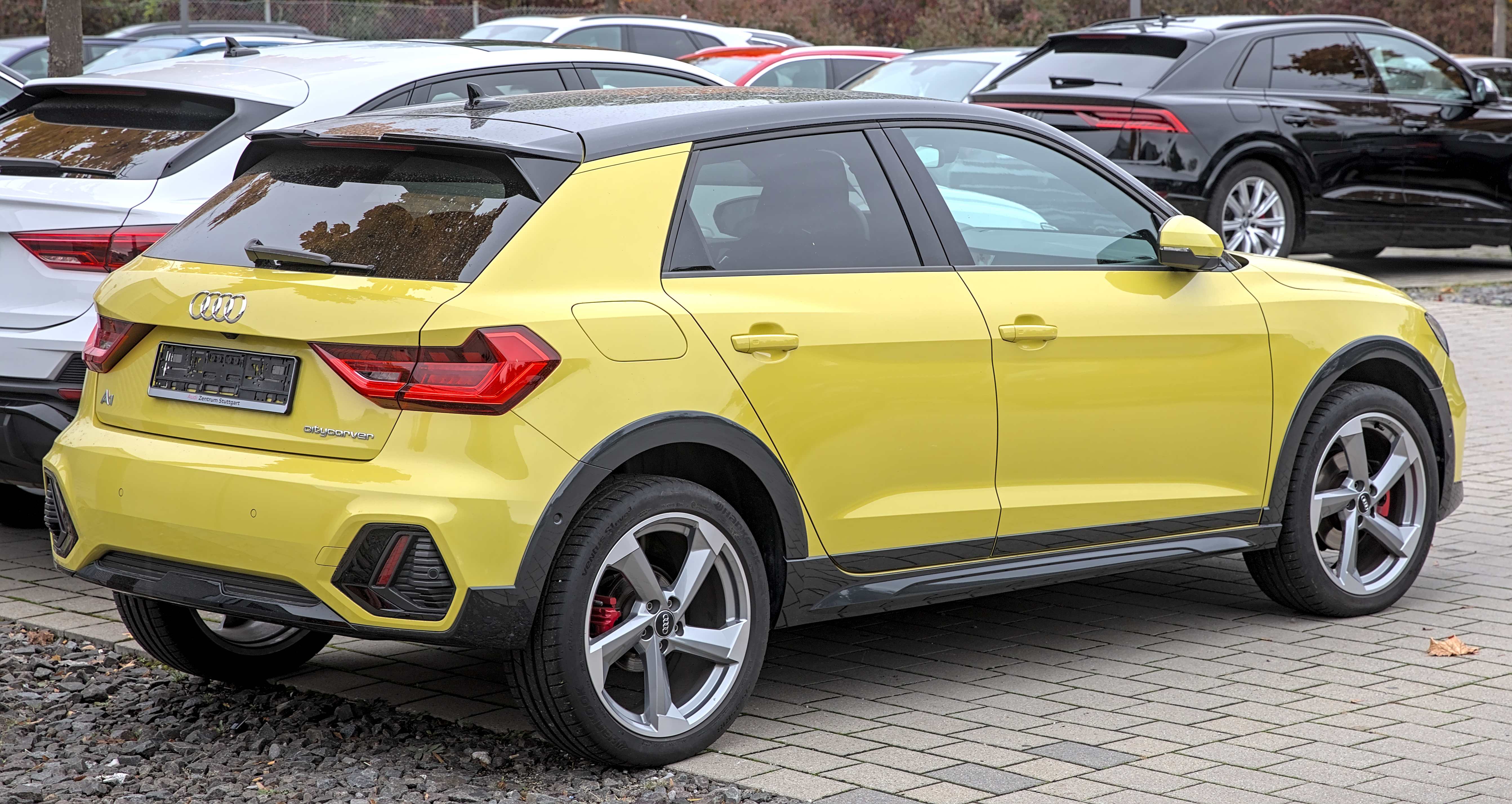
Heckansicht

## Technik
Während die erste Generation des A1 (8X), der auf der Plattform PQ25 basiert, zunächst nur als Dreitürer angeboten und erst im Februar 2012 die fünftürige Version Sportback eingeführt wurde, wird die zweite Generation ausschließlich als fünftüriger Sportback angeboten. Der A1 folgt damit den ebenfalls auf der 2017 eingeführten MQB-A0-Architektur (zweite Generation des Modularen Querbaukastens, Einführung der ersten Generation: 2012) aufbauenden Seat Ibiza 6F und VW Polo VI, bei denen mit dem Modellwechsel im Jahr 2017 ebenfalls die dreitürigen Varianten entfielen.

## Motoren
Zunächst stehen für den A1 der zweiten Generation drei Ottomotoren in vier Leistungsvarianten zur Auswahl. Die Leistungsstufe „30 TFSI“ mit einer maximalen Leistung von 85 kW ist mit weniger Hubraum bzw. Zylinder ausgestattet, dem sogenannten Downsizing. Die Leistungsstufen „35 TFSI“ und „40 TFSI“ haben mehr Hubraum als die Motorvarianten „1.4 TFSI COD“ bzw. „1.8 TFSI“ im Vorgängermodell. Sie verfügen alle über einen Ottopartikelfilter und erfüllen die Euro-6d-TEMP-Norm. Dieselmotoren werden aktuell nicht mehr angeboten.

## Technische Daten

### Ottomotoren
|                                                      | 25 TFSI                  | 25 TFSI                  | 25 TFSI                  | 30 TFSI                  | 30 TFSI                  | 30 TFSI                  | 35 TFSI                                                              | 35 TFSI                                                              | 35 TFSI                   | 40 TFSI (1)               | 40 TFSI (1)               | 40 TFSI (1)               |
| ---------------------------------------------------- | ------------------------ | ------------------------ | ------------------------ | ------------------------ | ------------------------ | ------------------------ | -------------------------------------------------------------------- | -------------------------------------------------------------------- | ------------------------- | ------------------------- | ------------------------- | ------------------------- |
| Bestellzeitraum                                      | 01/2019–08/2020          | 09/2020–02/2024          | seit 03/2024             | 09/2018–08/2020          | 09/2020–02/2024          | seit 02/2024             | 11/2018–08/2020                                                      | 09/2020–02/2024                                                      | seit 03/2024              | 11/2018–08/2020           | 04/2021–02/2024           | seit 03/2024              |
| Motorkennbuchstaben                                  | DKLA                     | DLAC                     | DUSB                     | DKRF                     | DLAA                     | DUSA                     | DADA                                                                 | DPCA                                                                 | DXDB                      | DKZC                      | DNND                      | DNND                      |
| Motorbaureihe                                        | VW EA211                 | VW EA211evo              | VW EA211 evo 2           | VW EA211                 | VW EA211evo              | VW EA211 evo 2           | VW EA211evo                                                          | VW EA211evo                                                          | VW EA211 evo 2            | VW EA888                  | VW EA888                  | VW EA888                  |
| Motorart                                             | Ottomotor                | Ottomotor                | Ottomotor                | Ottomotor                | Ottomotor                | Ottomotor                | Ottomotor                                                            | Ottomotor                                                            | Ottomotor                 | Ottomotor                 | Ottomotor                 | Ottomotor                 |
| Motorbauart                                          | Reihenbauart             | Reihenbauart             | Reihenbauart             | Reihenbauart             | Reihenbauart             | Reihenbauart             | Reihenbauart                                                         | Reihenbauart                                                         | Reihenbauart              | Reihenbauart              | Reihenbauart              | Reihenbauart              |
| Motoraufladung                                       | Turbolader               | Turbolader               | Turbolader               | Turbolader               | Turbolader               | Turbolader               | Turbolader                                                           | Turbolader                                                           | Turbolader                | Turbolader                | Turbolader                | Turbolader                |
| Gemischaufbereitung                                  | Benzindirekteinspritzung | Benzindirekteinspritzung | Benzindirekteinspritzung | Benzindirekteinspritzung | Benzindirekteinspritzung | Benzindirekteinspritzung | Benzindirekteinspritzung                                             | Benzindirekteinspritzung                                             | Benzindirekteinspritzung  | Benzindirekteinspritzung  | Benzindirekteinspritzung  | Benzindirekteinspritzung  |
| Zylinder/Ventile                                     | 3/12                     | 3/12                     | 3/12                     | 3/12                     | 3/12                     | 3/12                     | 4/16                                                                 | 4/16                                                                 | 4/16                      | 4/16                      | 4/16                      | 4/16                      |
| Hubraum                                              | 999 cm³                  | 999 cm³                  | 999 cm³                  | 999 cm³                  | 999 cm³                  | 999 cm³                  | 1498 cm³                                                             | 1498 cm³                                                             | 1498 cm³                  | 1984 cm³                  | 1984 cm³                  | 1984 cm³                  |
| max. Leistung bei min−1                              | 70 kW (95 PS)/5000–5500  | 70 kW (95 PS)/5000–5500  | 70 kW (95 PS)/5000–5500  | 85 kW (116 PS)/5000–5500 | 81 kW (110 PS)/5500      | 85 kW (116 PS)/5500      | 110 kW (150 PS)/5000–6000                                            | 110 kW (150 PS)/5000–6000                                            | 110 kW (150 PS)/5000–6000 | 147 kW (200 PS)/4400–6000 | 152 kW (207 PS)/4600–6000 | 152 kW (207 PS)/4600–6000 |
| max. Drehmoment bei min−1                            | 175 Nm/2000–3500         | 175 Nm/1600–3500         | 175 Nm/1600–3500         | 200 Nm/2000–3500         | 200 Nm/2000–3000         | 200 Nm/2000–3500         | 250 Nm/1500–3500                                                     | 250 Nm/1500–3500                                                     | 250 Nm/1500–3500          | 320 Nm/1500–4400          | 320 Nm/1500–4500          | 320 Nm/1500–4500          |
| Antriebsart                                          | Vorderradantrieb         | Vorderradantrieb         | Vorderradantrieb         | Vorderradantrieb         | Vorderradantrieb         | Vorderradantrieb         | Vorderradantrieb                                                     | Vorderradantrieb                                                     | Vorderradantrieb          | Vorderradantrieb          | Vorderradantrieb          | Vorderradantrieb          |
| Getriebe, Serie                                      | 5-Gang-Schaltgetriebe    | 5-Gang-Schaltgetriebe    | 5-Gang-Schaltgetriebe    | 6-Gang-Schaltgetriebe    | 6-Gang-Schaltgetriebe    | 6-Gang-Schaltgetriebe    | 7-Gang-S tronic/6-Gang-Schaltgetriebe (nur für allstreet/citycarver) | 7-Gang-S tronic/6-Gang-Schaltgetriebe (nur für allstreet/citycarver) | 7-Gang-S tronic           | 6-Gang-S tronic           | 7-Gang-S tronic           | 7-Gang-S tronic           |
| Getriebe, Option                                     | 7-Gang-S tronic          | 7-Gang-S tronic          | 7-Gang-S tronic          | 7-Gang-S tronic          | 7-Gang-S tronic          | 7-Gang-S tronic          | 7-Gang-S tronic (nur für allstreet/citycarver)                       | 7-Gang-S tronic (nur für allstreet/citycarver)                       | —                         | —                         | —                         | —                         |
| Leergewicht                                          | 1165–1200 kg             | 1175–1210 kg             | 1175–1205 kg             | 1180–1200 kg             | 1180–1250 kg             | 1190–1250 kg             | 1240 kg                                                              | 1245 kg                                                              | 1255 kg                   | 1335 kg                   | 1365 kg                   | 1365 kg                   |
| max. Zuladung                                        | 465–505 kg               | 445–475 kg               | 455–460 kg               | 475–480 kg               | 475 kg                   | 475 kg                   | 465 kg                                                               | 460 kg                                                               | 455 kg                    | 440 kg                    | 410 kg                    | 410 kg                    |
| Höchstgeschwindigkeit                                | 191 km/h                 | 182–193 km/h             | 193 km/h                 | 203 km/h                 | 191–203 km/h             | 191–203 km/h             | 222 km/h                                                             | 217 km/h                                                             | 225 km/h                  | 235 km/h                  | 245 km/h                  | 241 km/h                  |
| Beschleunigung, 0–100 km/h                           | 10,8–11,1 s              | 11,0–11,5 s              | 11,0–11,5 s              | 9,4–9,5 s                | 10,5–10,6 s              | 9,7–9,8 s                | 7,7 s                                                                | 7,9 s                                                                | 8,1 s                     | 6,5 s                     | 6,5 s                     | 6,5 s                     |
| Kraftstoffverbrauch nach WLTP auf 100 km, kombiniert | 5,5–5,8 l Super          | 5,6–6,2 l Super          | 5,3–5,7 l Super          | 5,4–6,2 l Super          | 5,4–6,5 l Super          | 5,5–6,5 l Super          | 6,3–6,5 l Super                                                      | 4,9–6,3 l Super                                                      | 5,6–5,8 l Super           | 6,9–7,1 l Super           | 6,6–6,8 l Super           | 6,4–6,5 l Super           |
| CO2-Emission nach WLTP, kombiniert                   | 124–131 g/km             | 127–141 g/km             | 120–132 g/km             | 122–140 g/km             | 123–148 g/km             | 125–148 g/km             | 143–148 g/km                                                         | 112–144 g/km                                                         | 127–131 g/km              | 157–160 g/km              | 149–155 g/km              | 146–149 g/km              |
| Tankinhalt                                           | ca. 40 l                 | ca. 40 l                 | ca. 40 l                 | ca. 40 l                 | ca. 40 l                 | ca. 40 l                 | ca. 40 l                                                             | ca. 40 l                                                             | ca. 40 l                  | ca. 40 l                  | ca. 40 l                  | ca. 40 l                  |
| Abgasnachbehandlung, PM                              | Ottopartikelfilter       | Ottopartikelfilter       | Ottopartikelfilter       | Ottopartikelfilter       | Ottopartikelfilter       | Ottopartikelfilter       | Ottopartikelfilter                                                   | Ottopartikelfilter                                                   | Ottopartikelfilter        | Ottopartikelfilter        | Ottopartikelfilter        | Ottopartikelfilter        |
| Abgasnorm nach EU-Klassifikation                     | Euro 6d-TEMP-EVAP-ISC    | Euro 6d-ISC-FCM          | Euro 6e                  | Euro 6d-TEMP-EVAP-ISC    | Euro 6d-ISC-FCM          | Euro 6e                  | Euro 6d-TEMP-EVAP-ISC                                                | Euro 6d-ISC-FCM                                                      | Euro 6e                   | Euro 6d-TEMP-EVAP-ISC     | Euro 6d-ISC-FCM           | Euro 6e                   |